# Barcelos
Barcelos község Portugáliában.

## Egyházközségek
Barcelosban 60 egyházközség található:
- Abade de Neiva
- Aborim
- Adães
- Airó
- Aldreu
- Alheira e Igreja Nova
- Alvelos
- Alvito (São Pedro e São Martinho) e Couto
- Arcozelo
- Areias
- Areias de Vilar e Encourados
- Balugães
- Barcelinhos
- Barcelos, Vila Boa e Vila Frescainha (São Martinho e São Pedro)
- Barqueiros
- Cambeses
- Campo e Tamel (São Pedro Fins)
- Carapeços
- Carreira e Fonte Coberta
- Carvalhal
- Carvalhas
- Chorente, Góios, Courel, Pedra Furada e Gueral
- Cossourado
- Creixomil e Mariz
- Cristelo
- Durrães e Tregosa
- Fornelos
- Fragoso
- Galegos (Santa Maria)
- Galegos (São Martinho)
- Gamil e Midões
- Gilmonde
- Lama
- Lijó
- Macieira de Rates
- Manhente
- Martim
- Milhazes, Vilar de Figos e Faria
- Moure
- Negreiros e Chavão
- Oliveira
- Palme
- Panque
- Paradela
- Pereira
- Perelhal
- Pousa
- Quintiães e Aguiar
- Remelhe
- Rio Covo (Santa Eugénia)
- Roriz
- Sequeade e Bastuço (São João e Santo Estêvão)
- Silva
- Silveiros e Rio Covo (Santa Eulália)
- Tamel (Santa Leocádia) e Vilar do Monte
- Tamel (São Veríssimo)
- Ucha
- Várzea
- Viatodos, Grimancelos, Minhotães e Monte de Fralães
- Vila Cova e Feitos
- Vila Seca

## Testvértelepülések
- Vierzon, Franciaország
- Pontevedra, Spanyolország
- São Domingos, Zöld-foki Köztársaság
- El Jadida, Marokkó
- Recife, Brazília
- Svishtov, Bulgária